# Hüttenberg
Hüttenberg é um município da Alemanha, situado no distrito de Lahn-Dill, no estado de Hesse. Tem 40,74 km² de área, e sua população em 2019 foi estimada em 10.840 habitantes.